# Serra del Prete
La Serra del Prete è una montagna dell'Appennino meridionale, posto al confine tra Calabria e Basilicata.

## Descrizione
Con la sua altezza massima di 2.181 m, è il terzo monte più alto del Massiccio del Pollino, e quindi del Parco nazionale del Pollino, dopo il Monte Pollino (2.248 m) e la Serra Dolcedorme (2.267 m). Il monte è situato tra i comuni di Morano Calabro, nel versante meridionale (Calabria), e da Viggianello (Italia) nel versante settentrionale (Basilicata).

## Valanga del 2010

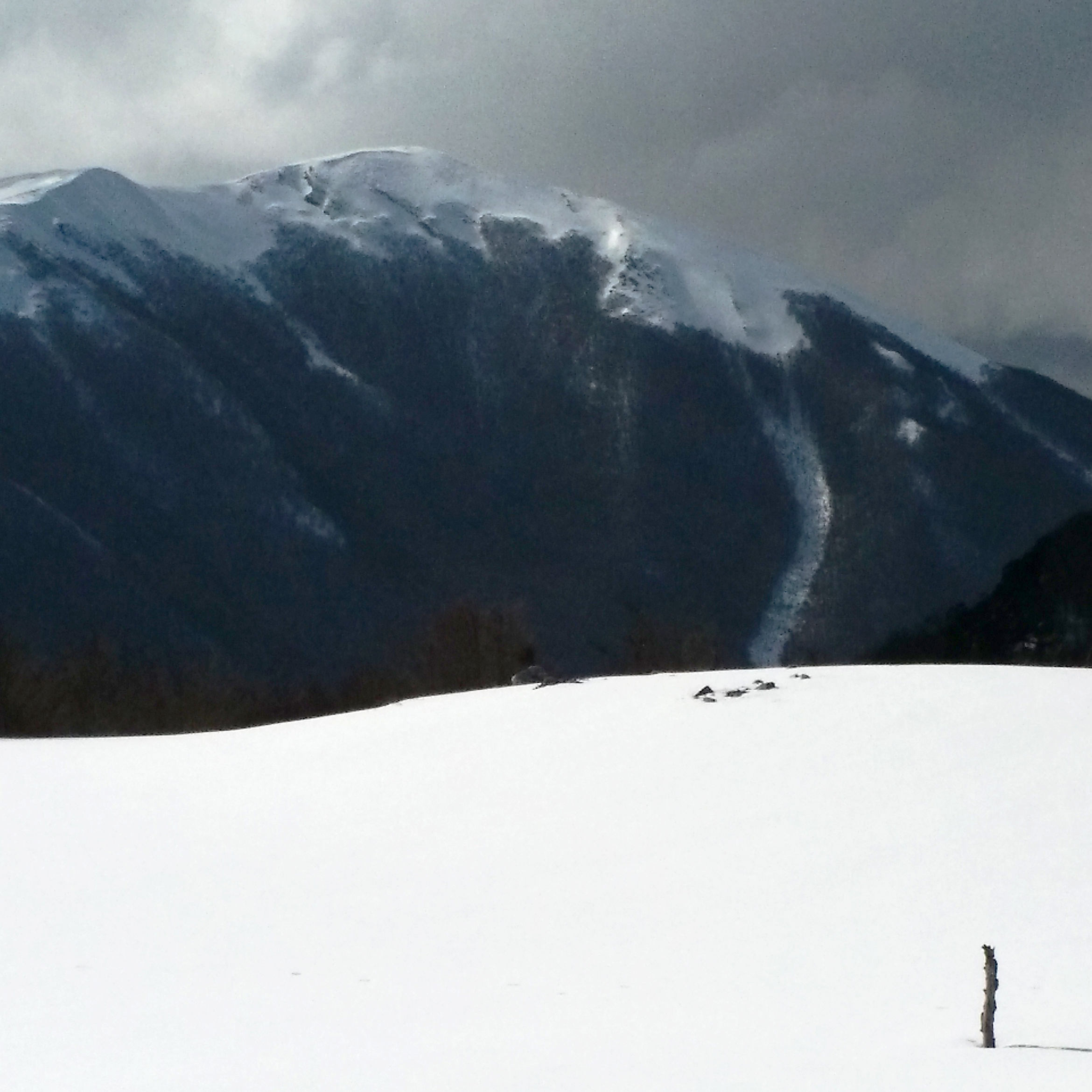
Valanga sul versante Nord-Est di Serra del Prete.

Nel Febbraio del 2010, Serra del Prete è stato soggetto ad una valanga, la prima registrata dopo quella del 1990. Il danno è ben visibile sul versante Nord-Est e le immagini satellitare mostrano una scia lunga all'incirca 500 metri e larga fino a 25 metri. Lungo tale scia ogni albero è stato raso al suolo, ma non si sono registrati incidenti ai danni di escursionisti, data l'assenza di sentieri lungo la traiettoria.
Parte della faggeta coinvolta nell'incidente, pur facendo parte della Zona 1 del Parco ed essendo SIC-ZPS, è di proprietà privata. In seguito all'accaduto, tramite i Decreti del Presidente della Giunta Regionale della Basilicata numeri 172, 173 e 175 del 22 giugno 2010, sono stati resi esecutivi dei non giustificabili, dato l'alto grado di naturalità dell'area, di Piani di Assestamento Forestali approvati dalla Regione Basilicata per le proprietà Palombaro, Bonafine e Comune di Rotonda. Ciò ha dato il via al recupero del legname coinvolto nella valanga ed all'introduzione di ruspe all'interno del parco per il ripristino della vecchia pista forestale.